# 웨스턴 스프링스 AFC
웨스턴 스프링스 AFC는(Western Springs Association Football Club)는 오클랜드 웨스트미어에 있는 축구단이다. 구단은 뉴질랜드에서 매우 큰 클럽 중 하나이며,시니어 여자 팀과 남자 시니어 팀은 현재 노던 리그에 소속되어 있다.

## 선수 명단

### 현역
- 오스카 램지(2021 ~ )